# Tulku
Tulku (tibetà: སྤྲུལ་སྐུ, Wylie: sprul SKU; ZWPY: Zhügu, també Tulku, trulku) és el terme utilitzat en el budisme tibetà i en la religió bon per referir-se a aquell mestre que ha aconseguit tenir el control parcial o total en la mort sobre el lloc on renaixerà. A més, un tulku és considerat com l'emanació de la ment d'un mestre amb nivells importants de realització.
L'exemple més famós és el del Dalai Lama, que porta ja tretze reencarnacions i que ha seguit fins als nostres dies: Tenzin Gyatso (1935). Un altre exemple és el dels karmapes, que va començar amb Düsum Khyenpa (1110-1193) fins phurba Kwan Rinpoche (1974).